# Hugo Rossmann
Hugo Rossmann (* 30. April 1937 in Berlin; † 31. Dezember 2005 ebenda), genannt „Hugo der III.“, war ein Kupferschmied, Unternehmer, Politiker und Träger des Bundesverdienstkreuzes.

## Familie
Hugo Rossmann entstammte einer Familientradition, in der sowohl sein Vater als auch sein Großvater den Vornamen Hugo trug. Zur Unterscheidung der drei Generationen nummerierte er seine Ahnenreihe wie die einer Fürstendynastie durch: Von Hugo I. über Hugo II. bis zu Hugo III. Hugo Rossmann III. kam 1937, in der von seinem Großvater, Hugo Rossmann I., im Jahre 1909 gekauften Kupferschmiede in der Berliner Karlstraße 10 zur Welt (jetzige Adresse: Reinhardstraße 33). Wie bereits sein Vater und Großvater erlernte auch Hugo III. das Handwerk des Kupferschmieds.
Neben der Leitung seiner Firma engagierte sich Hugo III. in der Politik. Er war Mitglied der CDU, seit 1962 Bezirksverordneter in Berlin-Wedding, von 1971 bis 1975 Abgeordneter im Berliner Stadtparlament und Mitglied des Abgeordnetenhauses von Berlin (6. Wahlperiode). Darüber hinaus hatte er zahlreiche Ämter inne, beispielsweise im Verwaltungsrat der AOK und im Vorstand des  Berliner Arbeitgeberverbands. In diese Gremien brachte er den Sachverstand eines Vertreters des Mittelstands ein, der das Rückgrat der deutschen Wirtschaft bildet. Für sein Lebenswerk und sein politisches Engagement erhielt Hugo Rossmann II. im Jahr 1997 das Bundesverdienstkreuz.

## Hugo Rossmann Apparatebau GmbH

### 18. Jahrhundert bis 1945
Die geschichtlichen Wurzeln des mittelständischen Unternehmens reichen zurück ins Jahr 1780, als der Kupferschmiedemeister Emil W. Otto in Berlin eine Kupferschmiede gründete. Am 29. September 1902 kaufte der in Danzig geborene, nach Berlin gekommene Hugo Rossmann I. die Schmiede und betrieb sie fortan unter seinem eigenen Namen. Hergestellt wurden Rohre, Kochgeschirr und ganze Kücheneinrichtungen in so guter Qualität, dass die Firma königlicher Hoflieferant wurde. Im Jahr 1909 musste der Standort dem Ausbau der Berliner U-Bahn weichen, weswegen Hugo I. zusätzlich die Kupferschmiede von Alfred Münster in der Karlstraße 10 (heute Reinhardtstraße 33) erwarb und dorthin umzog. Neben dem Grundsortiment erzeugte die Kupferschmiede polierte Kupferstichplatten für die Reichsdruckerei, die zur Herstellung von Seekarten für die Kaiserliche Marine benötigt wurden. In der Zwischenkriegszeit erweiterte Rossmann sein Sortiment, beispielsweise um kupferne Kühltöpfe, die stark strahlende Rundfunksenderöhren vor Überhitzung schützten. Von 1916 bis 1922 war Hugo Rossmann Zunftmeister der Kupferschmiedeinnung Berlin.
Hugo I. übergab in den 1930er Jahren die laufenden Geschäfte an seinen Sohn, Hugo II. Der Firmengründer Hugo I. starb 1943.

### 1945 bis 1990
In der Nachkriegszeit machte das Unternehmen gute Geschäfte mit der sowjetischen Besatzungsmacht, für welche er Kreiselpumpen zur Herstellung von Spirituosen belieferte. Im Mai 1951 erfolgte unter dem Vorwand eines Wirtschaftsvergehens die Festnahme des Firmenchefs und in der Folge die Enteignung des Betriebes. Nach einem halben Jahr kam Hugo Rossmann frei und siedelte nach West-Berlin um. In der Weddinger Exerzierstraße baute er das Unternehmen schrittweise neu auf, eingeordnet wurden seine Erzeugnisse unter „Kellereimaschinen“. Ende der 1960er Jahre reichte die Gewerbefläche nicht mehr aus. Das Unternehmen wurde zum Zwecke der Vergrößerung nach Berlin-Reinickendorf verlegt. Dort wurde mit der Deutschen Waggon- und Maschinenfabrik  Großkunde gewonnen, der bald vier Fünftel der Produktion abnahm.
Im Jahr 1970 übernahm Hugo III. die Unternehmensleitung und kaufte eine Reihe von Konkurrenzfirmen auf. Einerseits, um die Produktionskapazität zu erhöhen, andererseits, um qualifizierte Arbeitskräfte zu bekommen. Bis 1977 hatte sich die Zahl der Beschäftigten auf 80 erhöht, die in den Bereichen Schaltermechanik, Apparatebau und Kesselschmiede tätig waren. Zwölf Jahre später, 1989 beschäftigte Rossmann 170 Mitarbeiter.
Nach der Wiedervereinigung Deutschlands drängten ostdeutsche und osteuropäische Anbieter auf den Markt, die billiger produzieren konnten, weil die Treuhand die Verluste teilweise ausglich wurden. Rossmanns Absatz brach ein, wodurch zwei Drittel der Belegschaft entlassen werden mussten. 1992 stand das Unternehmen kurz vor dem Aus, mithilfe des Senats und durch einen rigiden Konsolidierungskurs gelang es, die Bilanzen zurück in die schwarzen Zahlen zu bringen.

### 1990 bis 2019
2002 feierte das Unternehmen sein 100-jähriges Bestehen. Die Ertragslage hatte sich verbessert, die Firma beschäftigte 103 Angestellte, vier Auszubildende und erwirtschaftete einen Umsatz von acht Millionen Euro. Rossmann konzentrierte sich auf Produkte für die Kälte-, Rundfunk- und Bahnindustrie. Zu seinen Abnehmern gehören Branchenriesen wie Siemens, Copeland und Bombardier. Rossmann produzierte beispielsweise die Kästen für Steuerungselemente der neueren Waggons der Berliner S-Bahn.
In einem Interview zum Firmenjubiläum äußerte Hugo III., dass er „so lange weitermachen werde, wie es geht“, räumte allerdings ein, dass es „wahrscheinlich die letzte große Betriebsfeier im Familienbesitz sein dürfte. Seine Tochter habe Medizin studiert, und ein Hugo IV. ist nicht in Sicht“. Im April 2004 besuchte der Berliner Wirtschaftssenator Harald Wolf das Unternehmen. Dabei machte ihn Hugo Rossmann auf die zunehmend wirtschaftlich angespannte Situation und die günstiger produzierenden Wettbewerber in England aufmerksam. Im Jahr 2009 erfolgte die Liquidation des Unternehmens. 2019 wurde es aus dem Handelsregister gelöscht.
Teile des ehemaligen Unternehmens Hugo Rossmann Apparatebau GmbH wurde von der in Berlin ansässigen, im wärmetechnischen Anlagen- und Apparatebau tätigen, VDL Delmas GmbH übernommen, das seit 2003 zur niederländischen VDL-Groep gehört.

## Trivia
Das Firmenwappen der Hugo Rossmann Apparatebau GmbH, das einen Zyklopen zu Pferde mit Schmiedehammer zeigte, ähnelte dem Signet des Drogerie-Discounters Rossmann. Mit den Eigentümern der Einzelhandelskette war Hugo III. nicht verwandt.